# Xbox アンダーグラウンド
Xbox アンダーグラウンド（英: Xbox Underground）は、マイクロソフトと共同開発者であるActivision、Epic Games、Valveのネットワークに侵入し、Xbox OneとXbox ネットワークに関する機密情報を盗んだ国際的ハッカーグループである。

## マイクロソフト
マイクロソフトのコンピュータネットワークは、2011年から2013年にかけ、Xbox アンダーグラウンドから繰り返し侵害された。65ページに及ぶ起訴状では、ハッカーたちは「何100時間も」かけてマイクロソフトのネットワークを捜索し、ログイン認証情報、ソースコード、技術仕様、その他のデータをコピーした、としている。その結果、犯人は盗んだ認証情報を使ってマイクロソフト本社の「安全な建物」に侵入し、「Durango」と呼ばれた、未公開の試作Xbox Oneを持ち出すという物理的な窃盗を実行した。グループのメンバーは、当時未公開だったXbox Oneコンソールと関連ソフトウェアに対する好奇心に促されたとしている。
2011年1月頃から、マイクロソフトは、GDNPの保護されたコンピュータネットワークを含む自社のコンピュータネットワークへの不正アクセス事件の被害に遭った。Xboxゲームシステムに関するログイン認証情報、企業秘密、知的財産が奪われたp. 4
2013年9月頃、AlcalaとPokoraは、A.S.と E.A.による、ワシントン州レドモンドのマイクロソフト本社内のセキュリティが確保された建物から複数のXbox開発キット（XDK）を盗むという物理的窃盗を手引きした。A.S.とE.A.は、盗んだマイクロソフトビルへのアクセス認証情報を使用して建物に侵入、Xbox Oneコンソールの3つの非公開バージョンを奪った... p. 31

## アパッチ・ヘリコプター・シミュレーター
グループはまた、ゲーム開発会社en:Zombie Studiosのコンピュータネットワークに侵入し、アメリカ軍向けに開発されたAH-64 アパッチシミュレーターを盗んだとして告発されている。David Pokoraは次のように証言したとされている。「私がこの1か月間行ってきた罵倒を聞きましたか？私は軍に罵りました。オーストラリア国防省にも罵りました...私はあらゆる大企業、インテル、AMD、Nvidia、あなたが知っているあらゆるゲーム会社、Google、、Disney、Warner Bros.、すべてを罵倒しました」

## メンバー
メンバー4人は容疑に対して罪を認めた。アメリカで判決を受けた初の外国人ハッカーであるDavid Pokoraは、2014年4月23日に懲役18ヶ月の刑を言い渡され、2015年7月に釈放された。Holly LeRouxとSanad Odeh Nesheiwatは6月11日に判決を受け、それぞれ24ヶ月と18ヶ月の刑が下された。Austin Alcalaは7月に判決が言い渡される予定であった。しかし、彼は連邦捜査局（FBI）と、FIFAコインの違法取引に関する別の刑事事件の解決に協力し続けた。
Dylan Wheeler（起訴状ではD.W）はアメリカから離れて当時はオーストラリアに在住で、様々な異なる罪で起訴された。有罪判決は受けなかったが、人権あるいは政治問題を理由にオーストラリアからドバイ、そしてチェコ共和国へと逃亡した。彼はチェコ国籍であるため、オーストラリアから引き渡しはできず、現在はイギリスに在住している。母親のAnna Wheelerは、刑事告発を避けようとする息子に対するオーストラリアからの逃亡幇助罪で、2年余り投獄された
Wheelerは、6人目のメンバー、Justin May（人物Aと呼ばれる）がFBIに協力しグループを崩壊させたと発言している。Mayは以前、データ窃盗を含む過去の犯罪で公判前保護観察対象にあり、同意によりXbox Liveを使用しないことが命じられていた。2017年、FBIが彼の自宅から新型BMWクーペと現金3万8595ドルを押収したことで、彼は再びFBIに目を付けられるようになった。 2021年6月、May被告は、マイクロソフトやシスコシステムズを含む様々なテクノロジー企業から保証規定を悪用して不正に交換品を受け取り、オンラインで販売、350万ドル以上を詐取した罪で懲役7年の判決を受けた。